# Aly Cissokho
Aly Cissokho (født 15. september 1987 i Blois, Frankrig) er en fransk fodboldspiller af senegalesisk oprindelse, der spiller som venstre back på leje fra Valencia hos Yeni Malatyaspor i Tyrkiet. Tidligere har han repræsenteret blandt andet FC Gueugnon samt de portugisiske klubber Vitória Setúbal og FC Porto, Lyon, Liverpool og Valencia.
Med Porto var Cissokho i 2009 med til at vinde både det portugisiske mesterskab og landets pokalturnering.

## Landshold
Cissokho står (pr. marts 2018) noteret for én kamp for Frankrigs landshold, som han debuterede for den 11. august 2010 i en venskabskamp mod Norge.

## Titler
Portugisiske Liga
- 2009 med FC Porto

Portugisiske Pokalturnering
- 2009 med FC Porto